# 赵铭 (足球运动员)
赵铭（1987年10月3日—），男，中国足球运动员，现效力中国足球超级联赛球队广州富力，司职后卫。

## 俱乐部生涯
赵铭出生于黑龙江省大庆市肇州县，自幼随家人迁居到吉林省延边朝鲜族自治州延吉市。1998年进入延吉市体校开始足球训练，并在2003年10月的第五届全国城运会足球比赛中帮助首次参赛的延边队爆冷夺冠。2003年他进入延边一线队参加中国足球乙级联赛，是队中少数几名汉族球员之一，并跟随球队在2004赛季升级到中国足球甲级联赛。
2006年12月，赵铭以300万人民币的身价转会加盟中国足球超级联赛球队沈阳金德。 2007年初，他随沈阳金德南迁长沙，并在3月4日联赛第一轮长沙金德主场0比1不敌大连实德的比赛中首发出场，上演中超联赛的首秀。 之后他迅速占据球队主力中后卫的位置，但在2007年7月1日，他在跟随中国国奥队参加南非八国邀请赛时，在对阵喀麦隆队的比赛中铲球不慎受伤下场，赛后诊断为左膝内侧韧带撕裂，需至少伤停三个月。 赵铭因此错过2007赛季后半程的中超联赛，经过保守治疗和康复后，他在2007年年底回归球场，开始参加俱乐部冬训，并在2008赛季上半程以主力的身份出场8次。2008年7月，他在国奥队的集训中旧伤复发，被迫退出球队，不但因此错过了参加2008年北京奥运会，而且还因此远离球场长达三年之久。
2010赛季赵铭被排除长沙金德的一线队名单，赛季结束后长沙金德联赛排名垫底降级，球队被转卖到深圳成立深圳凤凰足球俱乐部参加2011赛季中甲联赛，球队决定和还在养伤的赵铭继续签订合同。2011年5月5日，赵铭在2011年中国足协杯第一轮深圳凤凰主场3比0击败沈阳东进的比赛中首发登场，正式复出。5月15日，他在中甲联赛第九轮深圳凤凰2比2战平重庆力帆的比赛下半场第71分钟替补张烁登场，三年后再次在联赛中出场。 赛季中，深圳凤凰又被转卖到广州成立广州富力足球俱乐部，赵铭在2011赛季中联赛出场6次，最终跟随广州富力以联赛亚军的成绩重返中超。2012赛季，他在球队担任主要的后卫替补，联赛得到10次出场机会。

## 国家队生涯
2005年，赵铭入选中国国青队参加在荷兰举行的世青赛，他和冯潇霆搭档担任球队主力中后卫，表现出色，最终帮助中国国青队打进八强。2007年入选中国国奥队，但在国奥队集训中先后遭受两次严重受伤，最终无缘参加2008年北京奥运会。